# Новосёловка (Карасуский район)
Новосёловка (каз. Новосёлов) — село в Карасуском районе Костанайской области Казахстана. Находится примерно в 25 км к северо-западу от районного центра, села Карасу. Код КАТО — 395263100.

## Население
В 1999 году население села составляло 883 человека (437 мужчин и 446 женщин). По данным переписи 2009 года, в селе проживало 596 человек (296 мужчин и 300 женщин).